# Burg Uehlfeld
Die Burg Uehlfeld, auch Schloss Uehlfeld genannt, war eine mittelalterliche Burganlage in Uehlfeld (Burggasse 5) im Landkreis Neustadt an der Aisch-Bad Windsheim in Bayern.
Die Burg wurde im Bauernkrieg (1524–1525) zerstört.
In der Mitte des 18. Jahrhunderts wurde auf den Mauerresten der Burg ein Wohnstallhaus, ein eingeschossiger Satteldachbau mit einseitigem verputztem Fachwerkgiebel, errichtet, wobei die Reste eines Rundturms aus Quadermauerwerk und Bruchsteinmauerwerk integriert wurden.